# Grabovo, Tompojevci
Grabovo je opuščeno naselje na Hrvaškem, ki upravno spada v občino Tompojevci Vukovarsko-sremske županije. Grabovo leži južno od Vukovarja. Ustanovljeno je bilo kot pustara (panonski tip zaselka). Grabovo sta sestavljala severna zaselka Ovčara in Jakobovac s 47 prebivalci, danes pa sta del Vukovarja, nenaseljeno območje juga naselja pa je danes del občine Tompojevci.
Pred hrvaško osamosvojitveno vojno je Grabovo imelo 192 prebivalcev. Leta 1991 je bilo iz Grabovega izgnanih 154 prebivalcev, ki se do danes v kraj niso vrnili. Zaselek Ovčara je najbolj znana po srbskem taborišču za hrvaške vojne ujetnike v obdobju hrvaške osamosvojitvene vojne in poboju hrvaških vojnih ujetnikov s strani srbskih paravojaških milic leta 1991.
Ovčara in Jakobovac sta bila nekoč samostojna naselja, leta 1991 sta se združila pod imenom Grabovo in nato leta 2001 administrativno razdelila.
| Pregled števila prebivalcev po letih | Pregled števila prebivalcev po letih | Pregled števila prebivalcev po letih | Pregled števila prebivalcev po letih | Pregled števila prebivalcev po letih | Pregled števila prebivalcev po letih | Pregled števila prebivalcev po letih | Pregled števila prebivalcev po letih | Pregled števila prebivalcev po letih | Pregled števila prebivalcev po letih | Pregled števila prebivalcev po letih | Pregled števila prebivalcev po letih | Pregled števila prebivalcev po letih | Pregled števila prebivalcev po letih | Pregled števila prebivalcev po letih |
| ------------------------------------ | ------------------------------------ | ------------------------------------ | ------------------------------------ | ------------------------------------ | ------------------------------------ | ------------------------------------ | ------------------------------------ | ------------------------------------ | ------------------------------------ | ------------------------------------ | ------------------------------------ | ------------------------------------ | ------------------------------------ | ------------------------------------ |
| 1857                                 | 1869                                 | 1880                                 | 1890                                 | 1900                                 | 1910                                 | 1921                                 | 1931                                 | 1948                                 | 1953                                 | 1961                                 | 1971                                 | 1981                                 | 1991                                 | 2001                                 |
| 49                                   | 233                                  | 241                                  | 197                                  | 116                                  | 175                                  | 218                                  | 184                                  | 130                                  | 279                                  | 236                                  | 240                                  | 9                                    | 0                                    | 0                                    |